# Liechtenstein ai Giochi della XVIII Olimpiade
Il Liechtenstein partecipò ai Giochi della XVIII Olimpiade, svoltisi a Tokyo dal 10 al 24 ottobre 1964, con una delegazione di due atleti che gareggiarono nell'atletica leggera. Il portabandiera alla cerimonia di apertura fu il decatleta Alois Büchel, che lo era stato anche a Roma 1960.
Fu la quinta partecipazione di questo paese ai Giochi estivi. Non furono conquistate medaglie.